# Basketball-Europameisterschaft 2029
Die 43. Basketball-Europameisterschaft der Herren soll 2029 in Spanien, Griechenland, Slowenien und Estland stattfinden. Der offizielle Name lautet EuroBasket 2029. Es werden am Turnier 24 Nationen teilnehmen. Seit der Basketball-Europameisterschaft 2015 werden die Titelkämpfe an mehrere Austragungsorte pro Turnier vergeben.

## Bewerbung
Am 4. Dezember 2024 gab der europäische Verband FIBA Europa bekannt, dass sich die Verbände aus Deutschland (Deutscher Basketball Bund), Estland (Eesti Korvpalliliit), Finnland (Suomen Koripalloliitto), Griechenland (Ελληνική Ομοσπονδία Καλαθοσφαίρισης), Litauen (Lietuvos krepšinio federacija), Niederlande (Nederlandse Basketball Bond), Slowenien (Košarkarska Zveza Slovenije) und Spanien (Federación Española de Baloncesto) als Teil-Ausrichter für die vier zu vergebenden Austragungsorte beworben haben. Die Niederlande plante bei Zuschlag mit der Spielstätte Rotterdam Ahoy. Deutschland zog Anfang März 2025 seine Bewerbung zurück.
Am 22. Mai 2025 vergab die FIBA Europa die Basketball-EM 2029 an Spanien, Griechenland, Slowenien und Estland. Beim Turnier wird die Vorrunde in Madrid, Athen, Ljubljana und Tallinn gespielt und die Finalrunde geht in der spanischen Hauptstadt über die Bühne. Für Estland ist es die erste Austragung einer Basketball-Europameisterschaft der Herren.

## Vorgesehene Austragungsorte
Mit folgenden Hallen bewarben sich die Nationen um die Austragung der Europameisterschaft. Das Estadio Santiago Bernabéu in Madrid ist für das Eröffnungsspiel vorgesehen. Die Endrunde soll in der Movistar Arena, ebenfalls in der spanischen Hauptstadt, stattfinden.
| Ort       | Halle                     | Kapazität | Foto                      |
| --------- | ------------------------- | --------- | ------------------------- |
| Athen     | OAKA Olympic Indoor Hall  | 18.300    | OAKA Olympic Indoor Hall  |
| Ljubljana | Arena Stožice             | 12.480    | Arena Stožice             |
| Madrid    | Movistar Arena            | 15.000    | Movistar Arena            |
| Madrid    | Estadio Santiago Bernabéu | 78.297    | Estadio Santiago Bernabéu |
| Tallinn   | Unibet Arena              | 7.200     | Unibet Arena              |